# Star Perú
Star Perú è la compagnia aerea di bandiera peruviana con sede all'aeroporto Internazionale Jorge Chávez di Lima, Perù. È una compagnia aerea che opera voli passeggeri e merci di linea all'interno del Perù. Il vettore effettua principalmente rotte nazionali dalla sua base a Lima.

## Storia
La compagnia aerea venne fondata nel maggio 1997 come Servicio de Transporte Aéreo Regional dall'allora amministratore delegato, Valentin Kasyanov. Le operazioni furono inaugurate con un singolo Antonov An-32 che effettuava vari servizi cargo e charter in tutto il Sud America.
Alla fine del 2004, Star Perú ha iniziato i voli commerciali interni di linea dopo aver acquisito un Boeing 737-200. Sulla base della crescita mensile del traffico passeggeri, la compagnia è stata quella in più rapida crescita in Perù nel 2005.
Nel 2018, Star Peru ha ritirato la sua flotta di Bae 146 e ha deciso di sostituirli con alcuni Boeing 737-300 precedentemente operati da Southwest Airlines.
Nel 2019 ha acquisito 2 Bombardier Q400 per farli operare su voli charter e rotte i cui aeroporti non consentono l'atterraggio ai 737.
L'8 dicembre 2020 ha annunciato Ayacucho come nuova destinazione. I voli sono iniziati il 16 dello stesso mese.

## Flotta

### Flotta attuale

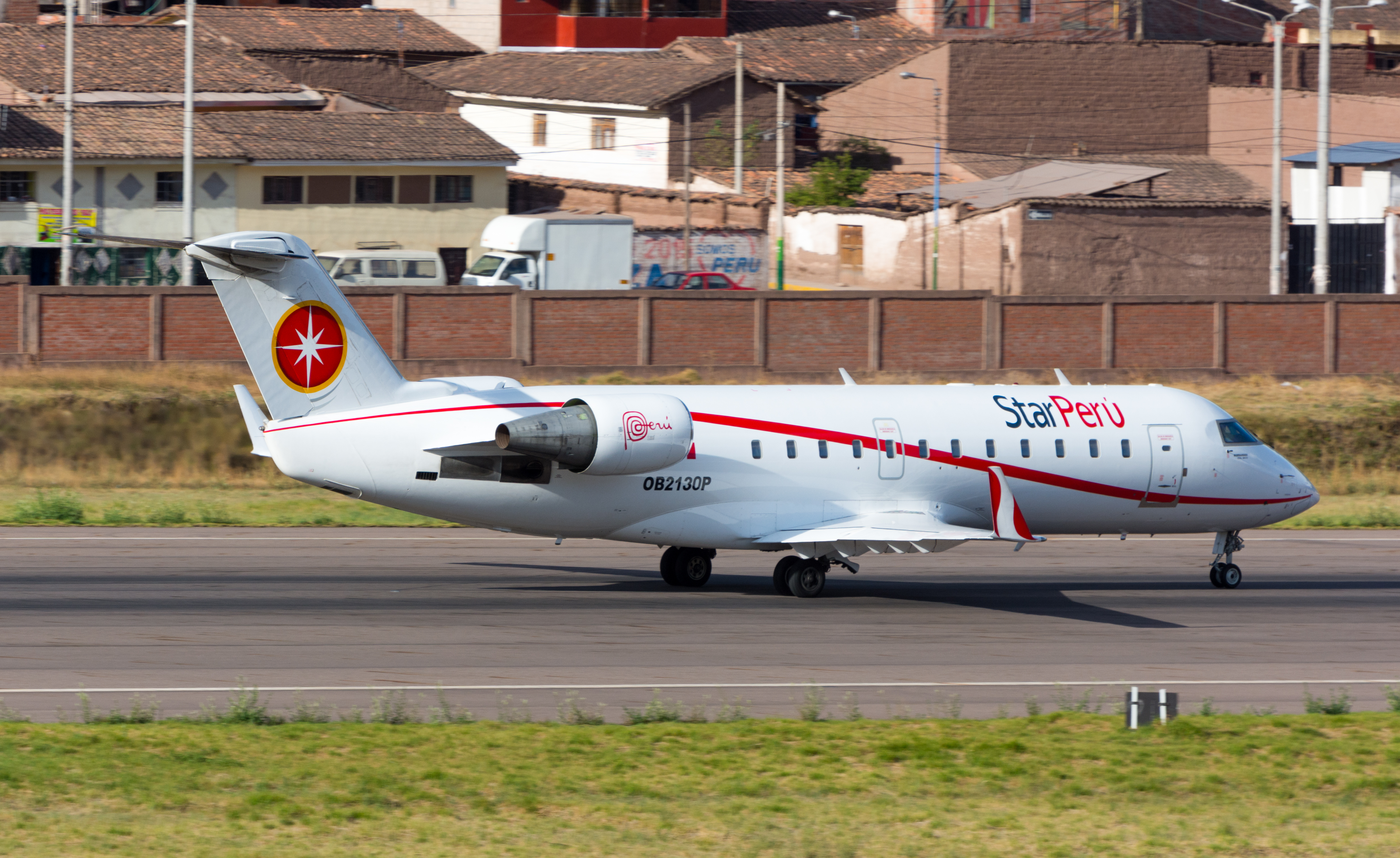
Uno degli ex Bombarier CRJ200.

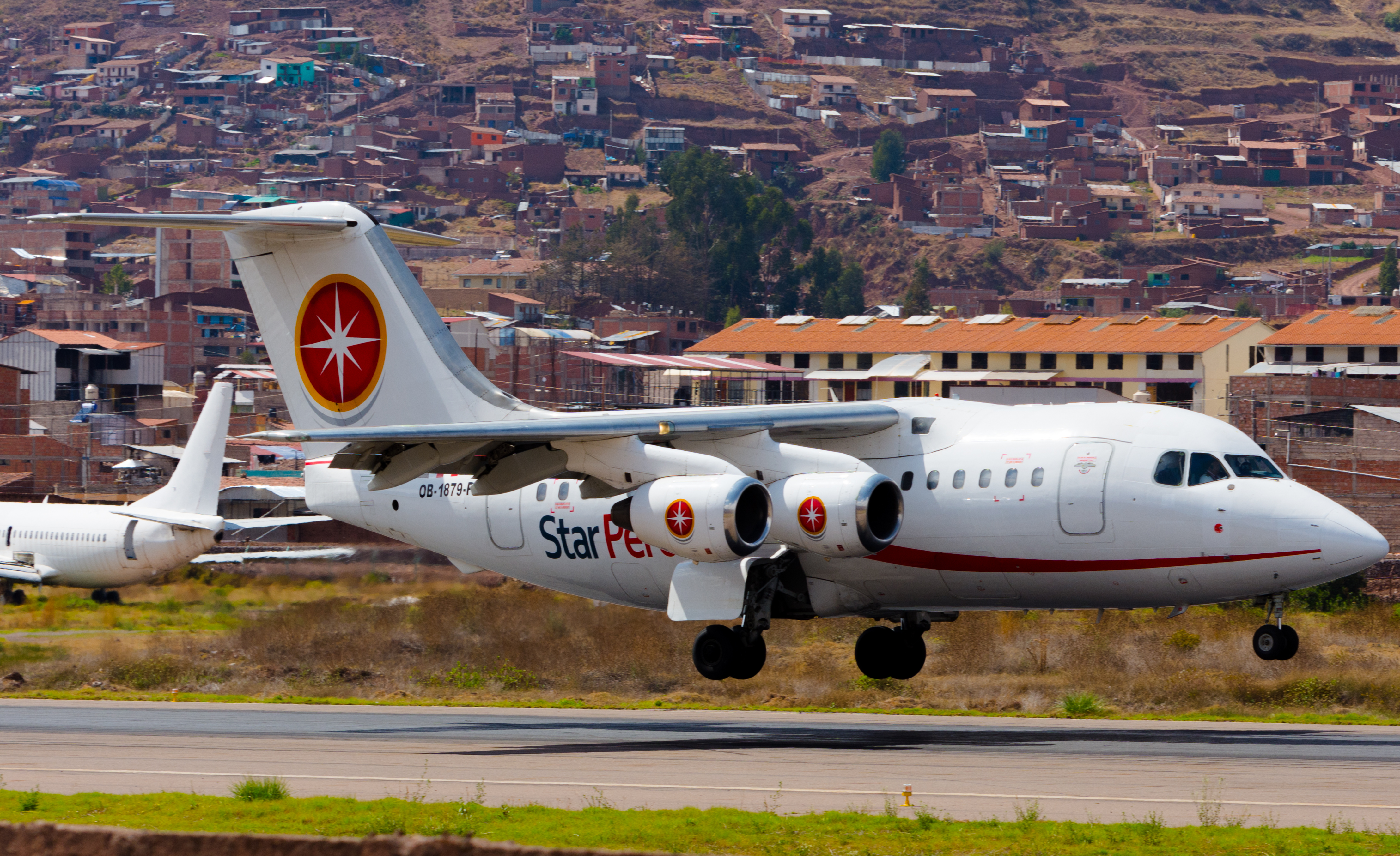
Uno degli ex Bae 146.

A maggio 2023 la flotta di Star Perú è così composta:

### Flotta storica
Star Perú operava con i seguenti aeromobili:
- Antonov An-24
- Antonov An-26
- Antonov An-32
- Boeing 737-200
- Bombardier CRJ200
- British Aerospace BAe 146